# 草原松鸡
，是鸡形目雉科的一种鸟类。

## 特征
草原松鸡体重约870.08克，翼长约204.8毫米，嘴峰长约23.5毫米，喙宽度约8.7毫米，喙厚度约9毫米，跗蹠长约41.8毫米，尾长约82毫米。草原松鸡在其分布区内为留鸟，其栖息在开放的草原环境中，食性为草食性，主要食物来源是植物的干果或种子。

## 亚种
- ：分布于加拿大中南部至俄克拉荷马州东北部和田纳西州中北部。
- ：原分布于美国东北部；约1932年灭绝。
- ：分布于德克萨斯东南沿海地区。[4]